# Shape Shift with Me
Shape Shift with Me è il settimo album in studio del gruppo punk rock statunitense Against Me!, pubblicato nel 2016.

## Tracce
1. ProVision L-3 – 1:55
2. 12:03 – 2:56
3. Boyfriend – 3:55
4. Crash – 2:35
5. Delicate, Petite & Other Things I'll Never Be – 4:17
6. 333 – 3:17
7. Haunting, Haunted, Haunts – 2:25
8. Dead Rats – 4:08
9. Rebecca – 2:38
10. Norse Truth – 3:07
11. Suicide Bomber – 3:37
12. All This (And More) – 3:36

## Formazione

### Gruppo
- Laura Jane Grace – chitarra, voce
- James Bowman – chitarra, cori
- Inge Johansson – basso, cori
- Atom Willard – batteria

### Musicisti addizionali
- Masukaitenero – voce (1)
- Béatrice Martin – cori (11, 12)
- TBC – chimes (4, 8)